# Domingo de Monteverde
Juan Domingo de Monteverde y Ribas (San Cristóbal de La Laguna, Tenerife, 1773 - San Fernando (Cadis), 1832) fou un reconegut militar, polític i administrador colonial espanyol que, defensant els interessos de la Corona, va combatre la causa revolucionaria independentista americana durant els anys 1812 i 1813 a Veneçuela, assumint el lideratge de l'Exèrcit Reialista en aquell país.
Assentà plaça en el departament de Cadis el 1789, navegà en diferents vaixells d'aquell departament, i ascendit a alferes de fragata el 1793, s'incorporà a l'esquadra de Juan de Lángara, amb la qual sortí vers la Mediterrània, i amb la del almirall anglès Samuel Hood s'apoderà de Toló (Provença francesa). A les ordes del general Gravina concorri a diverses sortides de la plaça contra els exèrcits republicans, assistí a la defensa del fort de Màlaga intervenint en les operacions de reembarcament i evacuació, distingint-se en totes aquests actes pel seu coratge i bravura. En la defensa de Roses (Alt Empordà), va fer el servei a terra en el Castell de la Trinitat, fins a la rendició de la plaça i comandà la bombardera núm. 2. En acabar la guerra amb la Pau de Basilea fou ascendit a alferes de navili el 1796. Embarcant poc temps després en la fragata Paz i incorporat a l'esquadra de José de Córdoba, assistí al combat contra l'armada anglesa de l'almirall Jervis, després del qual fou destinat a la posta d'Algesires per comandar diversos canoners amb els que va anar comboiant transports fins al 1798 en que desembarcà.
El 1799 embarcà en el navili Bahama i serví en la esquadra de Mazarredo, i el 1800 es trobà a Ferrol en la defensa contra l'expedició anglesa. embarcà vers Amèrica en la fragata Sabina, i en aquells mars transbordà al bergantí Cartagenero i després al navili San Leandro, i amb el qual tornà a Espanya. el 1804 se li donà el comandament del canoner núm. 6, amb el qual va sostenir combats amb els diversos bucs anglesos que bloquejaven les costes espanyoles, i l'any següent embarcà en el navili San Ildefonso, que es va batre heroicament en la batalla i derrota de Trafalgar, a les ordes del general Gravina. Va caure ferit i va ser fet presoner, i en tornar a ser posat en llibertat i presentar-se de nou a Cadis, se’l nomenà ajudant de la companyia de guàrdia marines i se'l ascendí a tinent de navili.

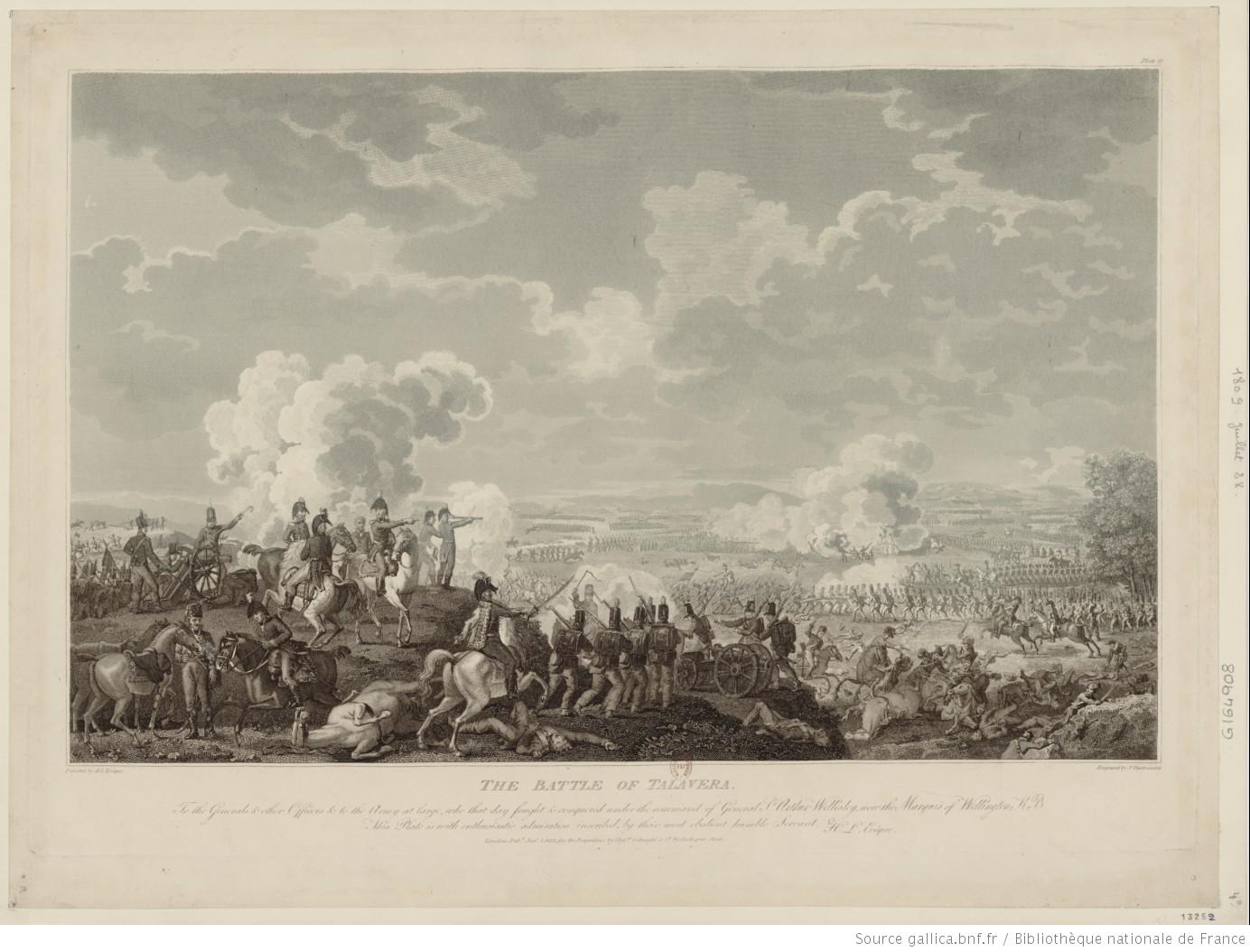
Batalla de Talavera en la qual es distingí Domingo de Monteverde

El 1808 es trobava en l'arsenal de la Carraca i lluità contra la esquadra francesa de l'almirall Rosily-Mesros fins que la van retre, després del qual passà a comandament dels batallons que s'estaven formant contra els invasors, i fou nomenat capità de caçadors del 2n. batalló del primer regiment de marina. Va fer les campanyes d'Extremadura, La Manxa i Andalusia, va combatre en la gran batalla de Talavera, pel que fou ascendit a capità de fragata i condecorat amb la creu de distinció d'aquella batalla, restà defensant contra els francesos els ponts del Tajo i caigué ferit en la batalla d'Ocaña, malgrat el qual aconseguí batre's en retirada amb l'exèrcit fins a les gorges de Sierra Morena i seguí les restes dels batallons fins l'illa gaditana, on es preparava la defensa.
El 1810 embarcà en el navili San Lorenzo i navegà fins L'Havana i Puerto Rico, d'on passà a Tierra Firme al front de 150 homes de marina, per a renovar en alguns episòdis les gestes dels primers conquistadors del Nou Món. Cremant-se la insurrecció a Veneçuela i constituït un Govern independent del d'Espanya, el Ceballos que es trobava en la província de Coro, va rebre notícies que alguns insurgents volien tornar a la obediència, i entre ells el caci indi Reyes Vargas que comanda 200 o 300 homes, Ceballos envià Monteverde amb una expedició de 200. Arribat aquest a Siquerique, ja trobà la població en poder de Reyes Vargas i va rebre d'aquest 200 fusellers i 100 fletxers, amb els quals i els que ell portava, no dubtà en donar un cop i es dirigí a Caracas, defensada per 700 homes, entre els quals hi havia 300 veterans. Donà l'atac el 23 de març i arrabassà amb les seves tropes els rebels, que fugiren abandonant set peces d'artilleria i molts pertrets. Després d'aquesta acció, que produí sorpresa, els enemics començaren a maquinar la manera de copar i destruir la petita columna de Monteverde, i encara el mateix Ceballos va témer que la executessin, doncs en conjunt disposaven de 5.000 homes, més un cos de 2.500 protegit per 32 vaixells, que remuntaven l'Orinocoi es dirigia a la capital de la Guaiana. Monteverde que coneixia la critica situació si assolien envoltar-lo, procura fortificar a Caracas, però no va sortir d'aquesta, encara que el brigadier Ceballos li ho havia ordenat, ja que no podia prestar-li auxili. L'afavorí un terratrèmol que posà gran paor en els ànims i la derrota que després d'això sofriren els rebels que atacaren als fidels guaianesos. Aprofitant-se de la predisposició general del país, Monteverde emprengué de nou la campanya sense esperar els reforços de Coro, i marxà a Barquisimeto, que ja trobà neta de rebels i on fou reforçat amb set canons i bon rebost de queviures i municions. D'allà marxà sobre Valencia, sense escoltar les indicacions de Ceballos que temia que l'exèrcit insurgent de Barinas, i després es posà en comunicació directa amb Miyares, capità general d'aquelles províncies que llavors es trobava a Puerto Rico. Dirigí llavors els seus moviments sobre Barinas, Tocuyo, Trujillo i principalment sobre San Carlos, portant una columna de 1.000 infants, 180 cavalls i diverses peces d'artilleria amb els corresponents pertrets. Trencà foc contra aquesta última ciutat amb tal violència que, ajudant-lo també l'esperit de deserció que hi havia en les hosts rebels, posà aquests en desordre i malbaratà el seu exèrcit, causant-li 200 morts, 127 ferits i 470 presoners, i apoderant-se de 500 fusells i de tota la cavalleria. En aquesta acció es passaren a l'exèrcit de Monteverde 67 valencians; immediatament es dirigí a Valencia, fent fugir el Govern que hi residia i que escapà a La Victòria.
El dia 3 de maig Monteverde es presentà a Valencia, ensems que les tropes rebels tornaven a defensar-la i sens a donar-los temps a fer-se forts, després d'haver fet una marxa ràpida i inesperada, els agafà desprevinguts i els derrotà completament en pocs moments, agafant-los un pedrer i 100 fusells. Però després de totes aquestes victòries es trobà a una grandiosa distància del quarter general i amb el perill de què el vinguessin a atacar 3.000 insurgents amb artilleria de gros calibre; i en aquesta ocasió demanà auxili a Ceballos, el qual, malgrat que ressentit, com a bon patriota, acudí amb 700 homes disposat a posar-se al front de l'exèrcit. Mentrestant, Monteverde havia rebut ordes reservades de Madrid per a conservar el comandament, i aquesta imprudència del Govern espanyol de constituir-lo en cap sense avís previ als que li eren superiors hagués pogut ocasionar seriosos disgusts, si el sentiment patriòtic no s'hagués imposat a tothom.

## La República es reforça
La Republicà veneçolana, davant les victòries, li posà enfront com a generalíssim del seu exèrcit a Francisco de Miranda, el qual anà a situar-se amb 4.000 homes a Guàcara, ddistant 4 llegües de Valencia. En el primer encontre de les avançades es passaren diversos insurgents a l'exèrcit de Monteverdei altres s'encarregaren de fer foc, pel qual, Miranda, recelós, es retirà al poble de Maracay, perdent prop de 400 homes que componien el batalló de Tuy i desertaren a Victòria. Amb tot, va rebre reforços i es fortificà en els punts de Cabrera i Gusica. Allà l'atacà Monteverde, obligant-lo a deixar les posicions i retirar-se 6 llegües de Victòria, on es va fer fort de nou i arribà a reunir 5.000 homes. Altra volta l'assalta Monteverde, però malgrat que en un principi el trobà desprevingut, la posició afavorí a Miranda, i els seus soldats, en una desesperada defensa refusaren a Monteverde, deixant-lo molt debilitat i amb grans pèrdues. Llavors la fortuna es retornà i es trobà en un destret el general espanyol, de la qual vingué a treure'l la revolta dels reialistes empresonats a Puerto Cabello, els quals s'apoderaren dels vaixells que fondejaven, després d'haver-se guanyat la guarnició del castell. Allà va córrer Monteverde i encara arribà a temps de batre les restes fugitives de l'exèrcit contrari que no va poder fugir per mar com el seu cap Simón Bolivar. En aquesta acció Monteverde va rebre tres ferides, però guarit d'aquestes i tenint la plaça de Puerto Cabello com a base d'operacions, va rebre la espontània submissió de les províncies de Cumaná i Barcelona.

## Nova insurrecció
El 1813 començà de nou la insurrecció, que fou en moltes batalles desastrosa per les armes espanyoles, i Monteverde seguí amb ardor la nova campanya. Interposats els rebels entre els exèrcits reialistes i la plaça de Puerto Cabello, Bolivar determinà apoderar-se d'aquesta per un cop de mà, i la assaltà amb el millor de les seves tropes, però Monteverde el refusà valerosament, causant-li 600 morts, que abandonà pels carrers i avingudes. Reforçat més tard el general espanyol amb el regiment de Granada vingut de la Península, determinà fer una sortida per a distreure l'enemic que combatia contra altres exèrcits d'espanyols, i en aquesta expedició tornà a executar gestes notables, sent ferit en la mandíbula inferior, que va perdre en gran part. Les seves malalties anaren augmentant i com que el partit espanyol li aconsellà que es retirés, entregà el comandament quasi dos anys després d'haver començat aquelles grans campanyes.

## Torna a la Península
Tornà a la Península, i el 1817 ascendí a brigadier i se li concediren l'Orde d'Isabel la Catòlica i la Creu Llorejada de Sant Ferran. El 1823 se'l designà per a capità general de Puerto Rico, però no acceptà per causa de la seva salut; l'any següent ascendí a cap d'esquadra, i el 1825 se'l nomenà comandant principal dels terços navals de Llevant. En unir-se els cossos d'infanteria i artilleria de marina i denominar-les totes Brigada Reial de Marina, se'l posà al front com a general pel Govern, i al prendre possessió del seu càrrec organitzà el cos i es disposà acabar amb totes les dificultats que impedien la fusió, però el moviment revolucionari impedí la seva tasca i els oficials lliberals que temien la seva oposició l'empresonaren el 1831. Sufocada la rebel·lió, però residenciat pel Govern, malgrat que més tard es provà la seva innocència i se'l va absoldre, aquesta humiliació li causà gran depressió moral i morí l'any següent.